# Carpoporus papulosus
Carpoporus papulosus är en kräftdjursart som beskrevs av William Stimpson 1871. Carpoporus papulosus ingår i släktet Carpoporus och familjen Xanthidae. Inga underarter finns listade i Catalogue of Life.